# Gyalwang drugpa
De gyalwang drugpa, ook geschreven als drugpa of drukchen ("drug" betekent draak; "chen" betekent khenpo) is de naam van een Tibetaans boeddhistisch geestelijke uit de drugpa kagyütraditie, ook wel drugpa-school genoemd en behoort als kagyütraditie tot de Sarma ofwel nieuwe vertalingen.
De gyalwang drugpa is een tulku, ofwel een lama, die uit mededogen is geïncarneerd om gelovigen te leiden op het pad naar verlichting. Tsangpa Gyare was de eerste gyawang drugpa en stichter van de school. De huidige gyalwang drugpa, Jigme Pema Wangchen is de twaalfde gyalwang drugpa.

## Splitsing
Na de dood van Pema Karpo in 1592 waren er twee concurrerende kandidaten voor zijn reïncarnatie. Pagsam Wangpo, een van de kandidaten was de favoriet van de koning van Tsang en overwon. Diens rivaal, Ngawang Namgyal, werd uitgenodigd naar westelijk Bhutan te komen. Hij kreeg daar de titel shabdrung en stichtte daar een nieuwe school.

## Lijst met gyalwang drugpa's
| tulku | Naam                         | Leven      | Wylie                                    |
| ----- | ---------------------------- | ---------- | ---------------------------------------- |
| 1.    | Tsangpa Gyare Yeshe Dorje    | 1161-1211  | gtsang pa rgya ras ye shes rdo rje       |
| 2.    | Künga Päljor                 | 1428-1476  | kun dga' dpal 'byor                      |
| 3.    | Jamyang Chödrag              | 1478-1513  | 'jam dbyangs chos grags                  |
| 4.    | Kunkhyen Pema Karpo          | 1527-1592  | kun mkhyen pad ma dkar po                |
| 5.    | Pagsam Wangpo                | 1593-1653  | dpag bsam dbang po                       |
| 6.    | Mipam Wangpo                 | 1654-1717  | mi pham dbang po                         |
| 7.    | Trinley Shingta              | 1718-1766  | phrin las shing rta                      |
| 8.    | Künzig Chökyi Nangwa         | 1768-1822  | kun gzigs chos kyi snang ba              |
| 9.    | Migyur Wangyal               | 1823-1883  | mi 'gyur dbang rgyal                     |
| 10.   | Mipam Chökyi Wangpo          | 1884-1930  | mi pham chos kyi dbang po                |
| 11.   | Tenzin Khyenrab Geleg Wangpo | 1931-1960  | bstan 'dzin mkhyen rab dge legs dbang po |
| 12.   | Jigme Pema Wangchen          | 1963-heden | 'jigs med pad ma dbang chen              |